# Obdaszek
Obdaszek – element architektoniczny w postaci niewielkiego daszka. Inne określenia to fartuch, okap, podstrzesze czy kapnik.
Obdaszek występuje:
- w ogrodzeniach – jedno lub dwuspadowy daszek przykrywający murowane ogrodzenie, bramę lub furtkę itp.[1]
- w budynkach drewnianych – wąski, jednospadowy daszek umieszczony zazwyczaj pomiędzy szczytem a ścianą[1]. Chroni ścianę lub jej fragment przed wodą deszczową oraz stanowi element podziału architektonicznego[1].